# Comica finale
Comica finale ovvero non più soli è un romanzo di Kurt Vonnegut pubblicato in origine nel 1976. 
Dedicato a Stanlio e Ollio ha subito un adattamento cinematografico, Comiche dell'altro mondo nel 1982 distribuito in Italia nel 1984.

## Trama
Il protagonista narrante, Wilbur Rockefeller Swain, racconta la propria vita dalla sua nascita con la gemella Eliza. La 
loro bruttezza è tale che i genitori, benestanti, decidono di segregarli nella casa di famiglia seguiti da domestici e
da un dottore generosamente ricompensati. Wilbur ed Eliza insieme sono intelligentissimi ma raggiunta l'adolescenza vengono 
separati.
Wilbur intraprende una normale carriera scolastica e lavorativa mentre Eliza viene rinchiusa in un ospedale psichiatrico.
Wilbur, basando la propria campagna elettorale sulla solitudine che affligge gli statunitensi, riesce a diventare Presidente del paese grazie a un programma politico che prevede la riassegnazione automatica e casuale di tutti i cittadini a nuove famiglie allargate.
Diventato Presidente Wilbur applica con successo il programma diventando parte della famiglia delle Giunchiglie.
Gli Stati Uniti sono però al collasso economico, decimati da malattie e funestati da periodici cambi della gravità terrestre, 
forse generati dai Cinesi che nel frattempo hanno intrapreso un percorso tecnologico proprio che li ha portati 
anche a miniaturizzarsi essi stessi.
Wilbur racconta questi avvenimenti dall'isola di Manhattan dove assieme a pochi altri si è rifugiato
dopo il collasso definitivo delle strutture statali.

## Edizioni
- Kurt Vonnegut, Comica finale, traduzione di Vincenzo Mantovani, Elèuthera, ottobre 1990,  p. 238, ISBN 88-85060-59-5.
- Kurt Vonnegut, Comica finale, collana Tascabili narrativa, traduzione di Vincenzo Mantovani, Milano, Bompiani, ottobre 2022, ISBN 9788830118263.